# Джон Форд (режисер)
Джон Форд (англ. John Ford; 1 лютого 1894 — 31 серпня 1973) — видатний американський кінорежисер, письменник, майстер вестерну.
Отримав чотири «Оскари» за найкращу режисуру і є рекордсменом за кількістю Оскарів в цій номінації.

## Нагороди
Джон Форд отримав чотири Оскари за найкращу режисуру за фільми «Інформатор» (The Informer, 1935), «Грона гніву» (The Grapes of Wrath, 1940), «Якою зеленою була моя долина» (How Green Was My Valley, 1941) та The Quiet Man (1952). Два Оскари — за найкращий документальний фільм — The Battle of Midway (1942) і December 7th (1943). Був також номінований на Оскар за найкращу режисуру за фільм Stagecoach (1939).

## Вибрана фільмографія
- 1917 — Торнадо / The Tornado

- 1921 — Дороги відчаю / Desperate Trails
- 1921 — Впевнений вогонь / Sure Fire
- 1937 — Крихітка Віллі Вінкі / Wee Willie Winkie
- 1939 — Диліжанс / Stagecoach
- 1940 — Грона гніву / The Grapes of Wrath
- 1941 — Якою зеленою була моя долина / How Green Was My Valley
- 1946 — Моя дорога Клементина / My Darling Clementine
- 1948 — Форт Апачі / Fort Apache
- 1948 — Три хрещених батьки / 3 Godfathers
- 1951 — Це Корея / This is Korea
- 1953 — Могамбо / Mogambo
- 1953 — Сонце світить яскраво / The Sun Shines Bright
- 1962 — Людина, яка застрелила Ліберті Веленса / The Man Who Shot Liberty Valance
- 1962 — Як підкорили Захід / How the West Was Won
- 1966 — 7 жінок / 7 Women